# Hagelsdorf
Hagelsdorf (en luxemburguès: Haastert; alemany:  Hagelsdorf) és una vila de la comuna de Biwer, situada al districte de Grevenmacher del cantó de Grevenmacher. Està a uns 19 km de distància de la ciutat de Luxemburg.